# Therion
Therion (українською Те́ріон) — шведський метал гурт, заснований Крістофером Йонсоном в 1987 році. Назва «Therion» походить від грецького Therion (θηρίον), що означає «Звір».
Therion вважаються одними із засновників і ключових виконавців у стилі симфо-металу: їх композиції записуються і виконуються за участю живих оркестрів, запрошених вокалістів і хорів.
Музика Therion бере теми для пісень з різних міфологій і ґрунтується на різних концепціях, починаючи від окультизму, магії і закінчуючи стародавніми традиціями і писаннями. Більшість текстів пісень гурту написані Томасом Карлссоном. Він є головою і засновником Ложі Червоного Дракона — організації, що «спрямована на розвиток, а не деградацію людини». Крістофер Йонсон також є членом цієї «Ложі». Гурт постійно міняє свій склад учасників і стилі альбомів — від дез-металу на початку до симфо-року і хеві-металу.

## Історія гурту
Початок творчості гурту це «чистий» дет-метал, пізніше Йонссон почав об'єднувати елементи класичної музики з металом, використовуючи важкі голоси хорів (бас, баритон) і класичних інструментів, не тільки як доповнення, але і як невід'ємну частину музики.

### 1987—1996
1987 року в передмісті Стокгольму Upplands Vasby Крістофер Йонссон заснував музичний гурт, де грав на бас-гітарі, а також був вокалістом. Перші декілька місяців єдиним учасником гурту був сам Кріс, але потім до нього приєдналися Оскар Форсс (шкільний товариш Кріса) на ударних, гітарист Петер Ханссон, бас-гітарист Ерік Густафссон, який щойно пішов з Dismember. На демо-записах вокалістом був Матті Каркі, який пізніше став відомим як вокаліст тих же Dismember. Спочатку гурт мав назву Blitzkrieg, потім Megatherion і тільки потім отримала назву Therion. Цю назву запозичено з альбому швейцарського гурту Celtic Frost «To Mega Therion». Слово походить від грецького (θηρίον) — звір. Стилем гурту був треш-метал, яким тоді дуже захоплювався Йонссон. Окрім Blitzkrieg, він грав тоді також у гуртах Carbonized (Швеція), Liers In Wait (Швеція), Messiah (Швейцарія). За декілька років, гурт (і зокрема Йонссон), зрозумів, що треш як стиль має дуже тісні рамки і почали експериментувати з детом — стилем, який щойно народився і набирав обертів.
У 1989 році гурт видає першу міні-платівку Time Shall Tell. Через два роки — повноцінний альбом Of Darkness…. Критики та фани дуже гарно сприйняли ці платівки, що дозволило стати Therion впливовими та відомими на дет-сцені. Of Darkness… вважається класичним альбомом дет. Deaf Records — лейбл, на якому вийшов Of Darkness… зовсім не займався промотуванням Therion і гурт навіть вручну друкував собі флаєри. Тому вже восени 1992 року на лейблі Active Records вийшов Beyond Sanctorum, на якому дуже помітне бажання вийти за рамки жанру, знайти незвичні підходи у звучанні та грі. Саме на цьому альбому вперше з'явилися жіночий вокал, авангардні елементи, клавішні та симфонічні вставки. В піснях «Symphony Of The Dead», «Paths» і «The Way» використовуються арабські мотиви. На підтримку альбому гурт вперше виїзджає за межі Швеції — у Голландію та Бельгію. Але Therion всі учасники гурту, крім Йонссона залишають. Деякий час Крістофер знову є єдиним учасником Therion.
Четвертого грудня 1993 року на Megarock Records вийшов четвертий альбом — Symphony Masses: Но Drakon Но Megas. На гітарі грає Магнус Бартельссон, на басі Андреас Вол, на ударних — Пйотр Вовженюк.
Альбом поєднав у собі одразу багато стилів, зокрема, хардрок, дет, техно, індастріал, оріентал, дум. Незвичність, нестандартність та багатство музичних ідей привернуло до Теріон увагу великої кількості людей. Гурт їде у тур до Німеччини разом з гуртами Samael, Grave та Massacra. У 1994 році стається дуже важлива подія — Therion змінив попередній лейбл Megarock Records і перейшов на Nuclear Blast. Контракт передбачав 5—6 альбомів, і вперше гурт отримав аванс на запис альбому. Вже у квітні 1994 року було записано сингл The Beauty In Black, який включав чотири треки. Йонссон визначив стиль синглу як мелодичний дет-дум з клавішними та жіночим вокалом (melodic death-doom with keyboards and female vocals). Для запису сопрано запросили Клаудію Марію Морі (Claudia Maria Mohri), яка брала участь у записі альбому Celtic Frost Into The Pandemonium. Але Вол покинув лаву учасників, а на місце бас-гітаріста прийшов Фредрік Ісакссон. Після виходу синглу, гурт їде у турне з Annihilator. Але Фредрік не бере участі у ньому. Гурт стає знову тріо. За словами Йонссона, вони з Ісакссоном постійно сварилися, і він повинен був піти. У турі його замінював Ларс Розенберг з Entombed. В кінці року хлопці починають записувати новий альбом Lepaca Kliffoth на студії Music Lab у Берліні. Продюсером став відомий Харріс Джонс, який до цього був продюсером таких гуртів як Sodom, Kreator, Tankard. Кріс віддав данину Celtic Frost і зробив кавер-версію пісні «Sorrows Of The Moon». Вокалістами, окрім Йонссона були Клаудіа Марія Морі, яка мешкала у Берліні та Ханс Гронінг — чоловічий вокал бас-баритону. Автором обкладинки став Крістіан Уолін (Kristian Wahlin), який вже створив обкладинки для Beyond Sanctorum та Symphony Masses: Ho Drakon Ho Megas. На пісню «The Beauty In Black» був зроблений відеокліп. Зйомки проводилися у середньовічному шведському замку. В кінці червня 1996 року гурт випускає другий свій сингл — Siren Of The Woods. Він був записаний на студії Impuls в Гамбурзі.

### Творчість 1996—2007 років
«Theli» — з давньо-єврейської «дракон». В усіх текстах пісень мова йде про особисті бачення, картини, уявлення і пророкування, що ґрунтуються на поглядах і темних логічних науках Ложі Червоного Дракона, членом якої Йонссон став декілька років тому. Деякі тексти написані ним у співавторстві із Томасом Карлссоном, засновником і духовним лідером цієї ложі. Як говорить сам Йонссон, знайомство з Карлссоном змінило його життя і дало поштовх у його пізнанні світу.
Theli записувався у період із січня по березень 1996 року в наступному складі: сам Крістофер — гітара, вокал, клавішні; Петро Ваврженюк — ударні, вокал; Ларс Розенберг — бас і Йонас Меллберг — гітара, клавіші, що, правда незабаром пішов. Також допомагав у вокалі Дан Свано, а хорові партії виконували одразу 2 хора — Хор Радіо Північної Німеччини, що звучить на більшості треків та Симфонічний Оркестр Бармбекера. Сопродюсерами альбому стали Ян-Петер Генкель і Готтфрід Кох.
Ларс Розенберг із гурту Entombed спочатку допомагав записувати попередній альбом та міньйон, не залишаючи Entombed, а потім зовсім перейшов до Теріона.
Велику допомогу зробив також Готтфрід Кох. У свій час він сам грав в оркестрі і знав, як треба працювати із хором.
Альбом вийшов на тій же студії Impuls і, як то кажуть, наступного дня гурт прокинувся відомим.
«Я ніколи не думав, що прийде час, і я зможу записати їх. Кілька пісень були узяті навіть з побічного проекту за назвою Theli з якого не вийшло нічого путнього. Я просто викрав рифи і змайстрував з них пісні для нашого гурту. Звідси і назва альбому. Я подумав, що вже якщо я запозичив фрагменти пісень у гурту Theli, то повинен був, принаймні, дати нашій пластинці назву цього гурту, так сказати як компенсацію».
У вересні 1996 року Теріон на хвилі популярності поїхали у турне з Amorphis.
Було дуже важко відтворити музику з Theli на концертах, через її складність, тому оркестрові партії були записані, а на сцені окрім двох гітаристів, басиста, ударника та клавішниці, були жіночий та чоловічий вокалісти, які виконували партії оперного вокалу.
Крістофер говорить про результат: «…я скажу однозначно, що цим диском мною покладений початок нової ери. Звичайно я досить самовпевнений, але було б несерйозно, якби після стількох альбомів я не був би таким. З цим альбомом я здійснив щось, що марилося мені із незапам'ятних часів. У цьому альбомі я зміг уперше по-справжньому проявитися у всій повноті, здійснити все те, що хотів і, нарешті-те, що мені не потрібно було йти на компроміси». Поява альбому викликала чималий суспільно-музичний резонанс. «Я не міг очікувати такого резонансу. У попередньому продажі було реалізовано більше платівок, чим було приготовлено, і найгірша оцінка була десять із дванадцяти в журналі Heavy Oder Vas?».
У лютому 1997 року гурт закінчив роботу над новим альбомом і відеокліпом. І знову автором текстів і лірики був Йонссон. A'arab Zaraq Lucid Dreaming планувався як міні-альбом, але потім записаного матеріалу вистачило на цілий альбом і платівка вийшла більш ніж на 70 хвилин. Це був подарунок шанувальникам на 10-річний ювілей гурту. A'arab Zaraq Lucid Dreaming містить кілька невиданих композицій, каверів і саундтрек до «Golden Embrace» — фільм режисера Per Albinsson, до якого Йонссон написав більшу частину музики. Композиції «In Remembrance» і «Black Fairy» були записані разом з іншими треками Theli, але не ввійшли до нього. На них можна почути спів Дана Свано. Далі йдуть 4 кавера. «Fly To The Rainbow» (Scorpions), «Children Of The Damned» (Iron Maiden), «Under Jolly Roger» (Running Wild) і «Here Comes The Tears» (Judas Priest). Потім коротка інструментальна версія треку «Symphony Of The Dead» (цей трек з другого альбому Теріона), версія саундрека у виконанні Therion, а потім саундтрек у класичному виконанні. Per Albinsson зняв відеокліп на «To Mega Therion», у котрий ввійшли уривки з виступу в Литві перед 1.500 глядачів. Therion взяли участь у Out Of The Dark Festival разом з My Dying Bride і Sentenced.
3 грудня 1997 року вони прийшли до Woodhouse Studio для запису чергового альбому разом з вокалисткою Мартіною Хорнбахер (Martina Hornbacher) (ex-Dreams Of Sanity, Korova). '''Vovin''' вийшов 27 квітня 1998 року. «Vovin» як і «Theli» означає «дракон». У музичному змісті платівка — розвиток попереднього альбому — ще більш симфонічно, оркестрово, з оперними вокальними партіями і блискучими мелодіями. Всі старі учасники Теріона пішли з гурту, тому можна вважати, що Вовін — знов соло-альбом Йонссона. Записаний з басистом Яном Казда (Jan Kazda), ударником Вольфом Саймоном (Wolf Simon) а також за участі Сари Джезабель Діви (Sarah Gizabelle Divah) з Cradle of Filth. Партії хору належать хору Wupperthal Opera House і оркестру Indigo Orchestra. Альбом, як і попередній, попав до чартів. За останній рік, це було вже друге попадання до них.
У січні 1999 року Крістофер знову в студії і сподівається записати до весни Crowning Of Atlantis. Він вийшов 7 червня 1999 року. До альбому ввійшли «O Fortuna» (Карла Орффа) зі знаменитої опери «Carmina Burana»; три записи з концертних виступів та три кавер-версії на Manowar — (Thor) , Loudness — (Crazy Nights) і Accept — (Seawinds). У березні 2000 року проходить тур — Німеччина, Чехія, Австрія, Угорщина, Італія, Швейцарія, Мексика. В останній країні майже весь гурт серйозно отруюється і перериває своє турне.
У 2000 року, 27 листопада Nuclear Blast випускають перевидання перших трьох альбомів Therion з бонус треками і новим оформленням. Це була гарна можливість ознайомитися з ранньою творчістю гурту фанам, які до того не чули Therion на початку 90-х.
У лютому 2001 року Крістофер Йонссон підтверджує, що новий альбом вийде восени. Навесні стає відома точна дата виходу і назва — 24 вересня та Secret Of The Runes. Концепція альбому базується на древніх скандинавських міфах. В альбомі 13 треків — пролог (Ginnungaqap) описує створення світу та вбивство Велетня Імира, з тіла котрого була створена земля, а з крові — океани, та епілог — заголовний трек, що вміщає усю концепцію альбому, та розповідає про подорожі Одина з-під покрову Іггдрасиль протягом 9 днів і 9 ночей. Так йому було відкрите таємне знання рун. Ще два трека — кавер-версії на Scorpions (Crying Days) та ABBA (Summernight City). На останній було знято кліп.
Слово «rune» (руна) означає «таємний знак», так що назву альбому можна трактувати як «Таємниця Таємниць».
У 2002 році виходить дводискове видання концертного альбому під назвою «Live In Midgard» (Мідгард — світ людей у скандинавській міфології).
У 2004 — одразу 2 альбоми — Lemuria і Sirius B. Вони вийшли одразу — 22 травня, але ці диски не є дилогією.
17 грудня 2005 року відбувся перший концерт гурту в Україні. Він пройшов у Києві, в залі ЦКМ НАУ, та зібрав чимало українських прихильників.
У вересні 2006 року на офіційному сайті з'явилося повідомлення, що новий альбом вийде 16 січня 2007 року, а 17 січня гурт вирушить у світове турне на підтримку нового альбому. Альбом Gothic Kabbalah вийшов 12 січня 2007 року.

### Творчість з 2007 року
- 2007 — виходить альбом Gothic Kabbalah.
- 2009 — виходить DVD-альбом The Miskolc Experience.
- 2010 — виходить альбом Sitra Ahra.

У 2012 році гурт записав і видав за власні кошти альбом Les Fleurs du Mal, всі трекі котрого є каверами на хіти французької поп-музики (Серж Генсбур, Франс Галль та інші). Назва альбому — посилання на збірку віршів Шарля Бодлера «Квіти зла».
У вересні 2016 року Йонссон написав у своєму фейсбуці що почав працювати над записом рок-опери Beloved Antichrist, що базується на творі російського філософа Володимира Соловйова «Три бесіди». Він також планує перетворити її на театральну виставу.

## Склад гурту
Єдиним постійним учасником, а також ідейним натхненником гурту є Крістофер Йонссон.

### Поточний склад
- Крістофер Йонссон — гітара, клавішні, бас-гітара, програмування, оркестровки, мандоліна, арфа, кларнет, вокал
- Самі Карпіннен — ударні
- Налле Польссон — бас
- Крістіан Відаль — гітара
- Томас Вікстрем — вокал
- Лорі Льюїс — вокал

### Колишні учасники гурту

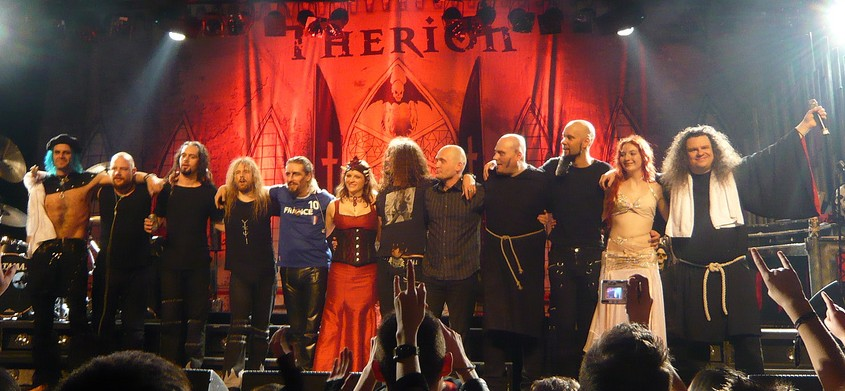
Концертний склад Therion в 2007 році. Зліва направо: Снові Шоу (вокал), Пітер Карлссон (ударні), Йохан Німан (бас-гітара), Крістофер Йонссон (гітара), Томас Вікстрем (вокал), Лорі Льюїс (вокал), Матс Левен (вокал), Петро Вавженюк (вокал), Ферді Дернберг (клавішні), Крістіан Німан (гітара), Аріен (танцівниця), Месія Марколин (вокал).

- Magnus Barthelson — гітара (1993—2001)
- Jonas Mellberg — гітара, акустична гітара, клавішні (1996)
- Tommy Eriksson — гітара (1998—2001)
- Andreas Wallan Wahl — бас-гітара (1993—1994)
- Fredrik Isaksson — бас-гітара (1995)
- Lars Rosenberg — бас-гітара (1996—1997)
- Kim Blomkvist — бас-гітара (live on the Vovin — 98 tour)
- Jan Kazda — бас-гітара (1998)
- Piotr Wawrzeniuk — ударні (1993—1997)
- Wolf Simon — ударні (1999) (крім «Crowning Of Atlantis»)
- Sami Karpinen — ударні (1999—2002)
- Richard Evensand — ударні(2003 — 2004)
- Dan Swano — вокаліст (альбом A'arab Zaraq Lucid Dreaming), грає та співає у Nightingale та Edge Of Sanity
- Sarah Jezebel Deva — вокалістка (live on the Vovin — 98 tour)
- Martina Hornbacher — вокалістка (альбом Vovin 1998)
- Cinthia Acosta Vera — вокалістка (live on the Vovin — 98 tour)
- Claudia Maria Mohri — студійна вокалістка (1994—1995)
- Karin Fjellander — вокалістка (2004-дотепер)
- Peter Tagtgren — гітара (1997). Вокаліст у гуртах Pain та Hipocrisy
- Йохан Колеберг — ударні
- Ліннея Вікстрем — вокал
- Олександра Пламенац — вокал

## Дискографія

### Демо
- Paroxysmal Holocaust (1989)
- Beyond The Veils Of Inner Wickedness (1989)
- Time Shall Tell (EP) (1990)

### Альбоми
- Of Darkness (1990, Deaf Records) 8 треків
- Beyond Sanctorum (1991, Active Records) 10 треків
- Symphony Masses: Ho Drakon Ho Megas (1993, Megarock) 10 треків
- Lepaca Kliffoth (1995, Nuclear Blast/Megarock) 11 треків
- Theli (1996, Nuclear Blast) 10 треків
- A'arab Zaraq Lucid Dreaming (1997, NuclearBlast) 18 треків
- Vovin (1998, NuclearBlast) 11 треків
- Crowning of Atlantis (07.06.1999, Nuclear Blast) 10 треків
- Deggial (03.07.2000, Nuclear Blast) 11 треків
- Secret of the Runes (2001, Nuclear Blast) 13 треків
- Live in Midgård (2CD 2002, Nuclear Blast) 24 трека
- Lemuria (2004, Nuclear Blast) 10 треків
- Sirius B (2004, Nuclear Blast) 11 треків
- Live In Mexico (2006) 24 треків
- Gothic Kabbalah (2CD 2007, Nuclear Blast) 14 треків
- The Miskolc Experience (2009) 18 треків
- Sitra Ahra (2010) 11 треків
- Les Fleurs du Mal (2012) 16 треків
- Leviathan (2021)
- Leviathan II (2022)
- Leviathan III (2023)

#### Перевидані Альбоми
- Lepaca Kliffoth (re-release 1997, Nuclear Blast)
- Beyond Sanctorum (re-release 2000, Nuclear Blast)
- Ho Drakon Ho Megas (re-release 2000, Nuclear Blast)
- Of Darkness (re-release 2000, Nuclear Blast)

### Сингли
- The Beauty In Black (1995, Nuclear Blast) 4 трека
- The Siren of the Woods (1996, Nuclear Blast) 3 трека

### DVD
- Celebrators of Becoming (2006)

### Відео
- A Black Rose (1994)
- The Beauty In Black (1995)

### Бутлеги
- Live In Stokholm (1989 LP)

#### Бутлеги-Відео
- Rinkeby, Sweden 11/4/89 36 min.
- Uppsala, Sweden 4/9/93 41 min.
- Zug, Switzerland 9/11/93 33 min.
- Pudahuel, Chili 8/11/95 57 min. (slightly dark) (no close-ups)
- Dynamo Fest., Eindhoven, Holland 1997 53 min.(outdoor show)
- Hydrogios Club, Salonica, Greece 5/3/97 36 min.
- Ten Years Nuclear Blast Fest, Stuttgart, Germany 8/10/97 53 min
- Dynamo Fest., Mierlo, Holland 5/21/99 64 min.(2nd gen.) (front of stage) (outdoor show)

### Інше
- The Early Chapters of Revelation (Box-Set) (2000)
- Bells of Doom (CD) 2001 (10 треків, випущено для офіційного фан-клуба гурту)
- Atlantis Lucid Dreaming (2005)